# Cheikh Muwannis
Cheikh Muwannis (الشيخ مونّس), ou Sheikh Munis, était un petit village palestinien dans les environs de Jaffa, à environ 8,5 km du centre de la ville, dans le territoire attribué à l’État juif par le plan de partition de la Palestine voté par l’Assemblée générale de l’ONU le 19 novembre 1947. Comme pour des centaines de villages palestiniens, sa population a été expulsée en mars 1948 par la milice sioniste d’extrême-droite, l’Irgoun. Aujourd’hui, l’université de Tel-Aviv est construite en partie sur les terres du village.

## Géographie
Le village était situé à une altitude moyenne de 25 mètres au-dessus du niveau de la mer, et à 8,5 km de Jaffa. Il était construit sur une colline de grès, à 800 m au nord de la rivière Al-'Awja. Le plan du village était carré, les maisons construites en brique crue, jusqu’à ce que la prospérité apportée par les exportations d’agrumes permette la construction de maisons en pierre ou en béton.
Les villageois étaient principalement cultivateurs, spécialement d’agrumes. Dans les statistiques de Village de 1944/1945, 3749 dounams étaient consacrées aux agrumes et aux bananes, et 7165 dounams aux céréales, 66 étaient irrigués ou consacrés aux vergers, l’eau provenant de la rivière al-Awja et de puits artésiens,, et 41 étaient construits. La propriété des terres était répartie entre les Arabes pour 11 456 dounams, les Juifs pour 3545, et 971 dounams de terres collectives.

## Histoire
Selon la légende locale, le nom du village vient de cheikh Muwannis, un personnage religieux dont le maqam se trouvait au village.

### Empire ottoman
Cheikh Muwannis est fondé au XVIIIe siècle. Pierre Jacotin appelle le village Dahr sur sa carte de 1799.
Cheikh Muwannis est signalé en décembre 1821, « situé sur une colline entourée de terres boueuses, envahies par les eaux malgré l’hiver clément ». En 1856 le village est appelé Sheikh Muennis dans la carte de Palestine de Kiepert.
En 1870, Victor Guérin note à propos de Cheikh Muwannis : « Il abrite 400 habitants et est divisé en plusieurs quartiers, chacun placé sous la juridiction d’un cheikh différent. Aux environs, des melons d’eau poussent dans des jardins très soignés ». En 1882, l’enquête du PEF signale les ruines d’une maison près du kubbeh, et décrit le village comme ordinaire et construit en adobe. La plupart des villageois appartenaient à la tribu des Abu Kishk.
Le village avait 315 habitants en 1879.

### Mandat britannique
Lors du recensement de 1922 mené par les autorités britannique, Shaik Muannes avait 664 habitants, tous musulmans. En 1931, Esh Sheikh Muwannis avait 1154 habitants, tous musulmans.
Dans les années 1920, le gouvernement britannique tenta de revendiquer la propriété des terres situés à l’ouest du village, jusqu’à la mer Méditerranée, avec l’argument qu’elles étaient abandonnées. Selon les auteurs d’un livre sur le conflit israélo-arabe, les Arabes de la région de Jaffa-Tel Aviv « comprenaient les implications des discours sionistes-et-britanniques sur le développement en général et leurs conséquences sur la planification urbaine ». En 1937, le journal arabe al Ja'miah al-Islamiyya commente les plans britanniques de construction d’une route de contournement pour les résidents de Tel Aviv sur les terres du village : « En réalité le plan de la commission municipale de planification qui inclut maintenant Cheikh Sheikh Muwannis n’est pas vraiment un plan, mais plutôt un plan pour retirer les terres des mains de leurs propriétaires ».

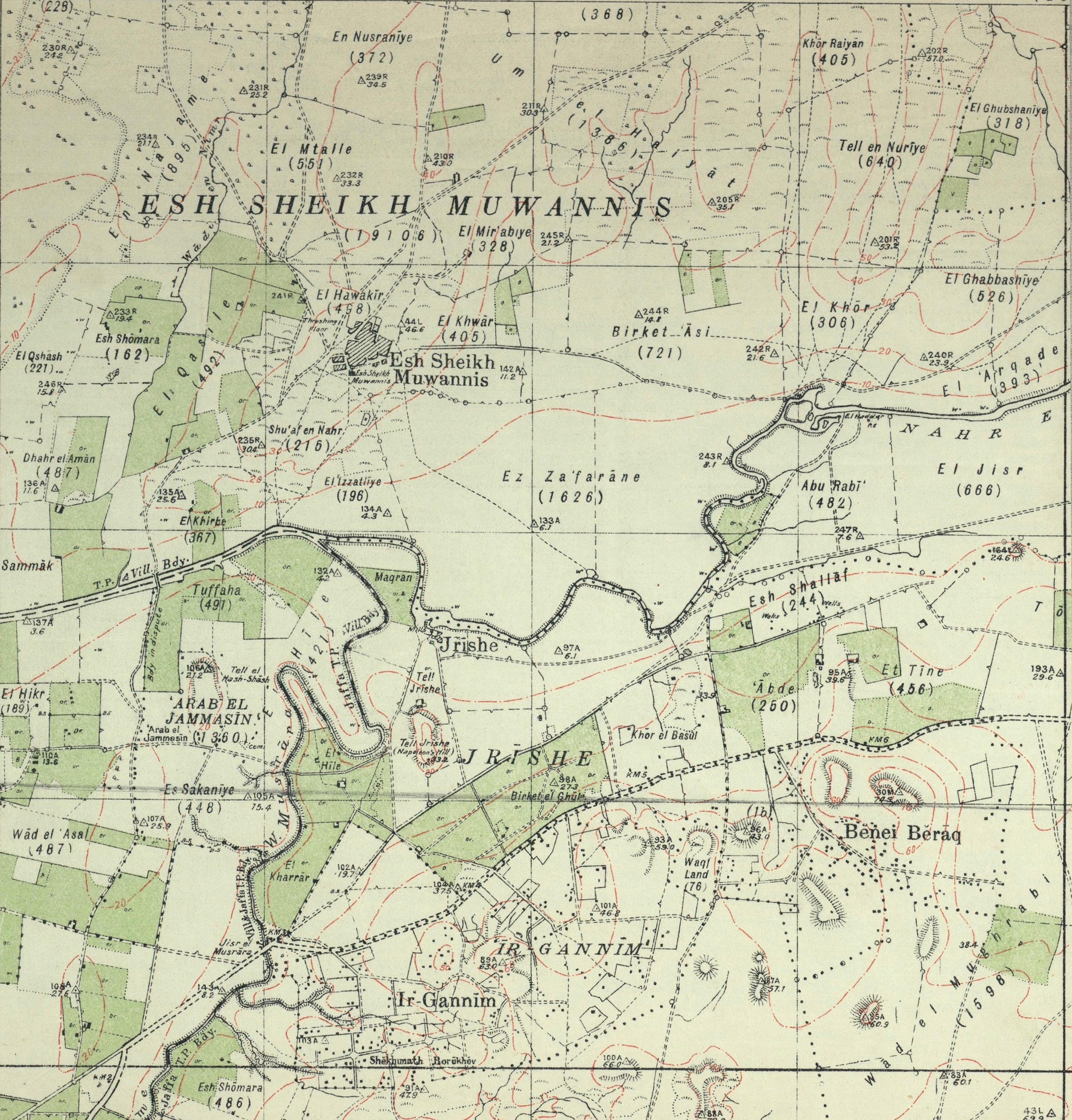
Carte de Cheikh Muwannis au 1:20 000 (1932).

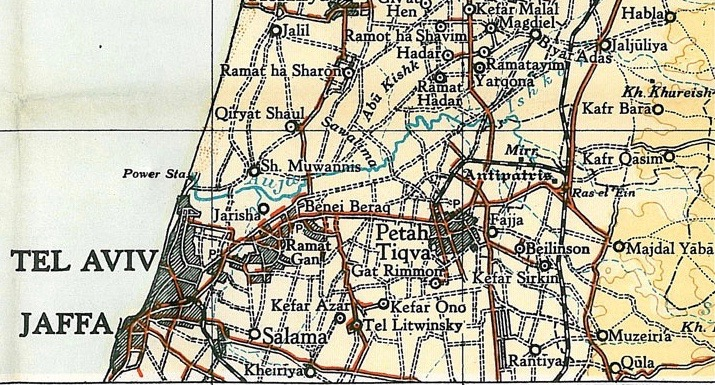
Carte de Cheikh Muwannis au 1:250 000 (1945).

Une école primaire de garçons est construite en 1932, et une autre pour les filles en 1943. 232 garçons y étaient inscrits en 1941, et 56 filles en 1943. L’école de garçons avait acheté 36 dunams et un puits artésien, offrant ainsi une formation professionnelle agricole. En 1945, il n’y avait plus que 34 filles inscrites, pour le même nombre de garçons.
En 1946, trois Arabes ont violé une Juive. Au cours de la procédure judiciaire, des membres de la Haganah tirent sur un des violeurs et le blessent, et kidnappent et castrent un autre. En 1947, alors que la tension monte entre communautés, des habitants prennent la fuite, mais la plupart préfèrent rester, les notables ayant conclu un accord de protection avec la Haganah en échange de la neutralité et d’un engagement de refuser à l’armée de libération arabe (ALA) tout accès au village. Cet accord est issu d’une rencontre entre les notables de Cheikh Muwannis, al-Mas'udiyya, al-Jammasin et les moukhtars d’'Arab Abu Kishk et d’Ijlil fin décembre 1947 ou en janvier 1948.
En 1944/1945, la population est de 1930 habitants et estimée à 2230 en 1948. En 1998, le nombre de réfugiés descendant des habitants de Cheikh Muwannis est estimé à 13 749.

## Guerre de 1948 et fuite des habitants

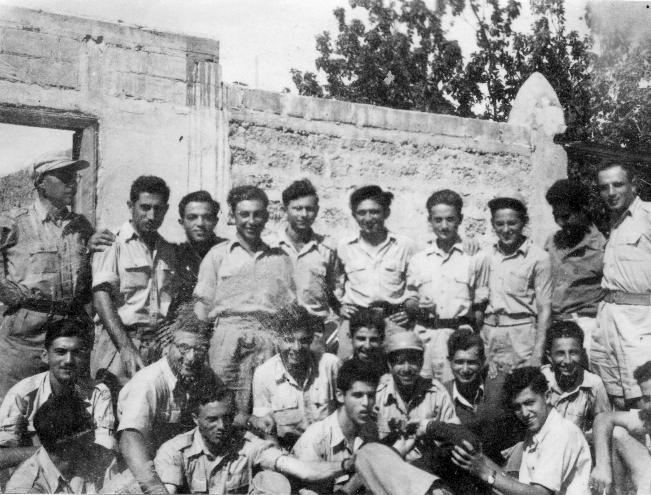
Membres de la brigade Harel s’entraînant à Cheikh Muwannis en 1948.

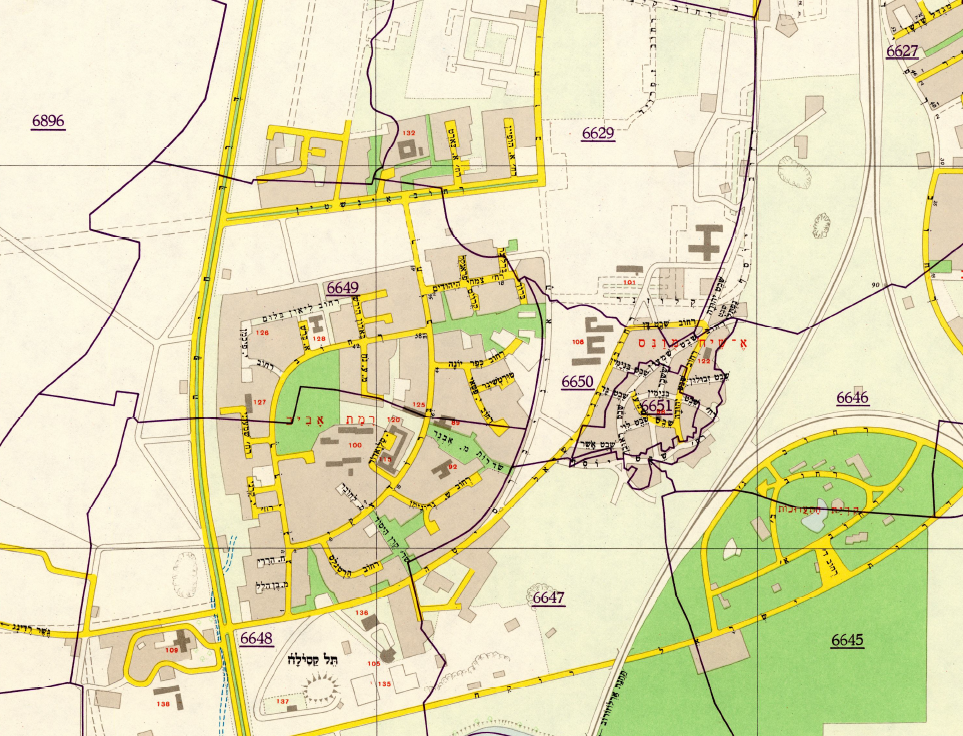
Carte Ramat Aviv de 1964, montrant ce qui restait de Cheikh Muwannis et les routes planifiées de l’université de Tel Aviv.

En 1948, la population de Cheikh Muwannis avait des relations amicales avec les Juifs, malgré quelques tensions. Quelques coups de feu ont été tirés sur la zone résidentielle juive en janvier et février 1948, et les Abu Kishk ont tenu leur engagement de repousser les volontaires de l’ALA. Les émissaires de l’ALA ont ainsi été informés que « les Arabes de la zone coopéreront avec les Juifs contre toute force extérieure essayant de s’y introduire ».
Quelques rapports des services secrets, qui n’ont jamais pu être vérifiés, suggèrent que, début 1948, le village, qui domine l’aéroport Sdé Dov et la centrale électrique Reading (en), était infiltré par des combattants irréguliers arabes lourdement armés. Le 7 mars, la brigade Alexandroni de la Haganah impose un blocus au village en fermant tous les accès à la rocade depuis Cheikh Muwannis et les villages d’Ijil al-Shamaliyya et d’Ijili al-Qibliyya et occupe des maisons à la lisière du village. La milice sioniste d’extrême droite du Lehi ou groupe Stern (LHI) a maintenu ces occupations et, le 12 mars, des miliciens du Lehi et de l’Irgoun ont kidnappé cinq notables,. Le SHA'Y, le service de renseignements de la Haganah, note que « de nombreux villageois [...] ont commencé de fuir après l’enlèvement des notables de Cheikh Muwannis. Les Arabes apprennent qu’il ne suffit pas d’un accord avec la Haganah, et qu’il fallait se méfier d’autres Juifs, et que possiblement être attentif à autre chose que la Haganah, qui ne les contrôle pas ».
Les habitants protestent contre ces intimidations des forces juives, qui les pillent et les prennent pour cible. Les notables sont livrés à la Haganah le 23 mars et retournent à leur village, mais de nombreux habitants fuient par peur. Tawfiq Abu Kishk offre un grand banquet aux habitants restants et à leurs amis juifs le 28 mars 1948. Les terres du village ont été réservées à l’usage des Juifs et incorporées à la municipalité de Tel Aviv. 
Les jours suivants, les chefs du clan Abu Kishk ont attribué leur fuite à a) les blocages de la [Haganah] b) les limitations aux déplacements à pied par la [Haganah], c) le vol des véhicules et d) l’enlèvement des notables. De nombreux habitants se sont installés à Qalqilya et à Tulkarem. À la mi-mai 1948, le matkal, l’état-major des forces de défense d'Israël (FDI) est installé à Cheikh Muwannis, sur le sommet d’une colline, d’où il voit les opérations de tihour (purification) continuer contre les villages arabes environnants.
Selon Walid Khalidi, en 1992, il ne reste du village que quelques maisons occupées par des familles juives, dont certaines ont une grande valeur architecturale, ainsi que des ruines qui parsèment le sol, le cimetière négligé mais clôturé. La plus grande partie des terres du village sont construites. Après la guerre, elles ont servi à loger des membres de l’aviation israélienne et du Mahal. Après 1949, des Juifs nord-africains y sont logés, puis le village est intégré au campus de l’université de Tel-Aviv. L’ancienne maison du moukhtar, appelée la maison verte, sert de foyer universitaire,. Shlomo Sand a suggéré d’en faire un musée commémorant la Nakba des habitants déracinés de Cheikh Muwannis.
Lors d’une marche pour le Droit au retour des réfugiés palestiniens organisée par l’ONG Zochrot pour l’anniversaire de la Nakba en 2004, les manifestants ont appelé la mairie de Tel Aviv à baptiser six rues de la ville de noms de villages palestiniens qui existaient avant 1948, dont Cheikh Muwannis.